# Perdizes (São Paulo)
Perdizes est un district de la ville de São Paulo, appartenant à la mairie régionale de Lapa, dans la région ouest de São Paulo.

## Histoire

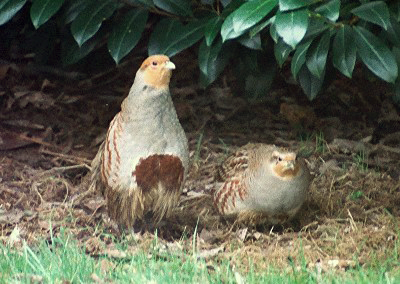
Perdrix, oiseaux créés dans les propriétés rurales de la région dans le XIXe siècle.

Construit dans l'ancienne ferme du site de Pacaembu, Perdizes a été considéré pendant de nombreuses années seulement une banlieue dans la zone rurale. Selon l'historien Antônio Egidio Martins, sur le site où se trouve aujourd'hui Perdizes, résidé, en 1850, un vendeur de jus de canne appelé Joaquim Alves. Sa belle-fille, Teresa de Jesus Assis, était une dame dédié à la création, dans la cour de sa maison, de grande (et bruyante) quantité de perdrix. Pour se référer à la région, les résidents de la provincienne São Paulo de cette époque, ont dit : "dans les champs des perdrix", "là où il y a des perdrix", "perdrix", "dans les perdrix", et ainsi il en fut jusqu'à ce que le nom de ramasser.
En 1956, l'ancienne Companhia Telefônica Brasileira - CTB, a ouvert dans le quartier, à la confluence des rues Apiacás et Iperoig, la Station Téléphonique Perdizes, avec la coupe des régions qui étaient auparavant servi par la station Palmeiras (sur la rua Brigadeiro Galvão) et par la station Lapa, qui à l'époque était installé sur la rua Notre-Dame de Lapa, pour desservir une zone qui s'étend de la rua Cardoso de Almeida, Perdizes, à la rua Monteiro de Melo, à Lapa. En 1960, la station téléphonique Perdizes avait déjà 13 milliers de terminaux. Peu de temps après, la CTB installé dans cette station et un centre de formation technique. Aujourd'hui, les différents postes téléphoniques installés dans la station de Perdizes ajoutent jusqu'à plus de 270 mille terminaux.

## Actualité

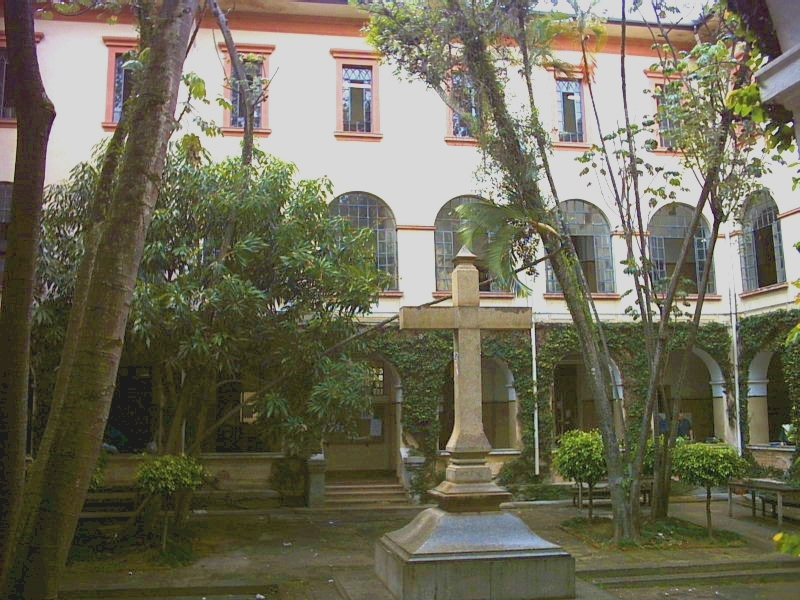
Le siège de la PUC-SP est située dans le district.

Elle abrite de nombreux établissements d'enseignement, tels que le campus de Perdizes de l'Université pontificale catholique de São Paulo, l'une des plus importantes institutions de étude supérieur et de recherche du Brésil. Est un possesseur de la TUCA, théâtre inscrit au Patrimoine Historique de la Municipalité de São Paulo, qui a eu sa inauguration donnée en l'année 1965, et est célèbre pour les manifestations politiques pendant le Régime Militaire.
D'autres entités d'enseignement sont: le Colégio São Domingos; le Colégio Santa Marcelina, traditionnelle entité catholique d'enseignement, couvrant tous les niveaux, y compris l'universitaire et les cours extra-scolaires; le Collège Baptiste Brésilien (Unité Perdizes), fondée par des missionnaires américains, avec une histoire de 100 ans de tradition pédagogique et l'Externato Assis Pacheco, dirigé par le professeur Maria de Lourdes Aranha de Assis Pacheco, en collaboration avec ses sœurs, qui a travaillé pendant de nombreuses années dans la rua Cardoso de Almeida, au coin de la rua Itapicuru, formant des générations de jeunes gens de l'élite du district.
Abrite aussi, la Paroisse Coração Imaculado de Maria (chapelle de la PUC/SP). L'Église Saint-Gérard, situé dans Largo Padre Péricles (ancienne Largo das Perdizes), ayant été établie en 1914, par Dom Duarte Leopoldo e Silva, archevêque métropolitain de São Paulo, a laissé plusieurs trésors architecturaux et artistiques, mais le plus remarquable est protégée dans la tour de la cloche: la Cloche de l'Indépendance du Brésil, qui a annoncé le 7 septembre 1822, une heure après la proclamation de l'Indépendance du Brésil, sur les rives de l'Ipiranga par le prince D. Pedro . La Paroisse de Santa Rosa de Lima en l'honneur de la sainte patronne du quartier, dans la rua Apiacás. Et enfin, l'Église de São Domingos, situé à la rua Caiubi.
Il présente également le Club portugais de São Paulo, fondée dans les années 1920, situé dans la rua Turiassu. En 1929, il fonde la Bibliothèque portugaise de São Paulo. En plus d'avoir le consulat général de Pologne à São Paulo.